# 麦塞隆战役

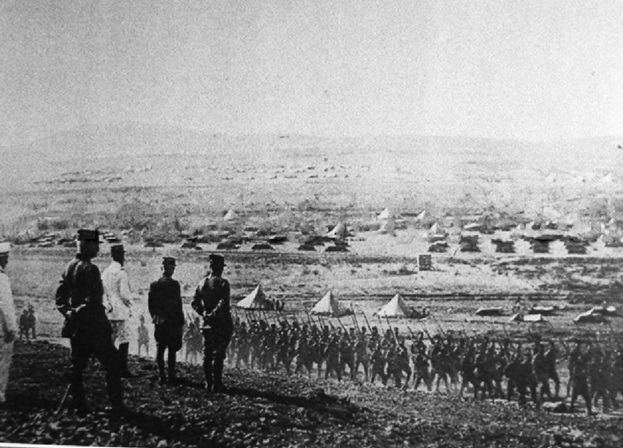
麥塞隆戰役前一天，法國將軍亨利·古羅在反黎巴嫩山區檢閱部隊

麦塞隆战役（阿拉伯语：‎）又稱麦塞隆山口战役或麦塞隆汗战役（法語：Bataille de Khan Mayssaloun)，是1920年7月24日阿拉伯叙利亚王国军队与法国黎凡特军队在反黎巴嫩山脉的麦塞隆附近进行的一场长約4小时的战斗。
1918年10月，當時正值阿拉伯起义期間，謝里夫軍在费萨尔一世的领导下占领大马士革。费萨尔一世随后组建了一个新政府，1920年3月，费萨尔宣布自己是叙利亚国王。在一个月后召開的圣雷莫会议上，国际联盟同意将叙利亚划归法国托管。 7月14日，法国方面要求费萨尔一世在4天内无条件接受法国统治。雖然费萨尔一世表示願意接受法國統治，但法国军队還是決定用武力推翻费萨尔政府，於是法軍从黎巴嫩出发並向大马士革進軍，随后麦塞隆战役於1920年7月24日爆發。
费萨尔一世的国防部长尤素福·阿泽姆率領叙利亚军队和志願軍与法軍在麦塞隆关隘对峙。由马里亚诺·戈贝特率领的法国军队击败了叙利亚军队，尤素福·阿泽姆陣亡。法国人于7月25日进入大马士革。不久之后费萨尔一世被驱逐出叙利亚。法屬敘利亞託管地時代開啟。